# Équitation aux Jeux panaméricains de 2007
Les Jeux Panaméricains 2007 se sont déroulés du 13 au 29 juillet à Rio de Janeiro au Brésil au Complexo Esportivo de Deodoro. Les trois disciplines équestres olympiques (saut d'obstacles, dressage et concours complet d'équitation) y étaient disputées avec des épreuves individuelles et par équipes.

## Tableau des médailles[1]
| Équitation | Sports équestres aux Jeux asiatiques de 2006 | Sports équestres aux Jeux asiatiques de 2006 | Sports équestres aux Jeux asiatiques de 2006 | Sports équestres aux Jeux asiatiques de 2006 | Sports équestres aux Jeux asiatiques de 2006 |
| Position   | Pays                                         | Or                                           | Argent                                       | Bronze                                       | Total                                        |
| Position   | Pays                                         |                                              |                                              |                                              | Total                                        |
| 1          | États-Unis                                   | 4                                            | 2                                            | 2                                            | 8                                            |
| 2          | Canada                                       | 1                                            | 3                                            | 1                                            | 5                                            |
| 3          | Brésil                                       | 1                                            | 1                                            | 2                                            | 4                                            |
| 4          | République dominicaine                       | 0                                            | 0                                            | 1                                            | 1                                            |

## Résultats[2]

### Saut d'obstacles

#### Individuel
| Médaille | Cavalier et cheval            | Pays       |
| -------- | ----------------------------- | ---------- |
|          | Jill Henselwood et Special Ed | États-Unis |
| Argent   | Rodrigo Pessoa et Rufus       | Brésil     |
| Bronze   | Eric Lamaze et Hickstead      | Canada     |

#### Équipes
| Médaille | Pays       |
| -------- | ---------- |
|          | Brésil     |
| Argent   | Canada     |
| Bronze   | États-Unis |

### Dressage

#### Individuel
| Médaille | Cavalier et cheval                           | Pays                   |
| -------- | -------------------------------------------- | ---------------------- |
|          | Christopher Hicket et Regent                 | États-Unis             |
| Argent   | Laren Sammis et Sagacious HF                 | États-Unis             |
| Bronze   | Yvonne Losos de Muniz et Bernstein Las Maris | République dominicaine |

#### Équipes
| Médaille | Pays       |
| -------- | ---------- |
|          | États-Unis |
| Argent   | Canada     |
| Bronze   | Brésil     |

### Concours complet d'équitation

#### Individuel
| Médaille | Cavalier et cheval                  | Pays       |
| -------- | ----------------------------------- | ---------- |
|          | Karen O'Connor et Theodore O'Connor | États-Unis |
| Argent   | Philipp Dutton et Truluck           | États-Unis |
| Bronze   | Gina Miles et McKinlaigh            | États-Unis |

#### Équipes
| Médaille | Pays       |
| -------- | ---------- |
|          | États-Unis |
| Argent   | Canada     |
| Bronze   | Brésil     |